# Allium ursinum
Allium ursinum és una espècie de la família de les amaril·lidàcies que en català rep els noms vernacles, entre d'altres, d’all bord, all d'os, all de bruixa, all de colobra, all de moro, all silvestre, all ursí o allassa vermella És una planta amb flors que pertany al gènere Allium i, per tant, emparentat amb el cibulet, la ceba o l'all. Sembla que és una planta originària del sud-oest d'Àsia o del sud d'Europa. Es cultiva des de molt antic i és emprada com a hortalissa.

Els antics egipcis i grecs ja la utilitzaven com a planta medicinal. Per exemple Hipòcrates ja la receptava per a tumors uterins. També era coneguda pels celtes i germànics. S'han trobat restes d'all d'os als habitatges del Neolític.
El terme Allium deriva d'una paraula cèltica, all, que significa: calent, picant, ardent. El terme ursinum prové del llatí on ursus significa os.

## Ecologia

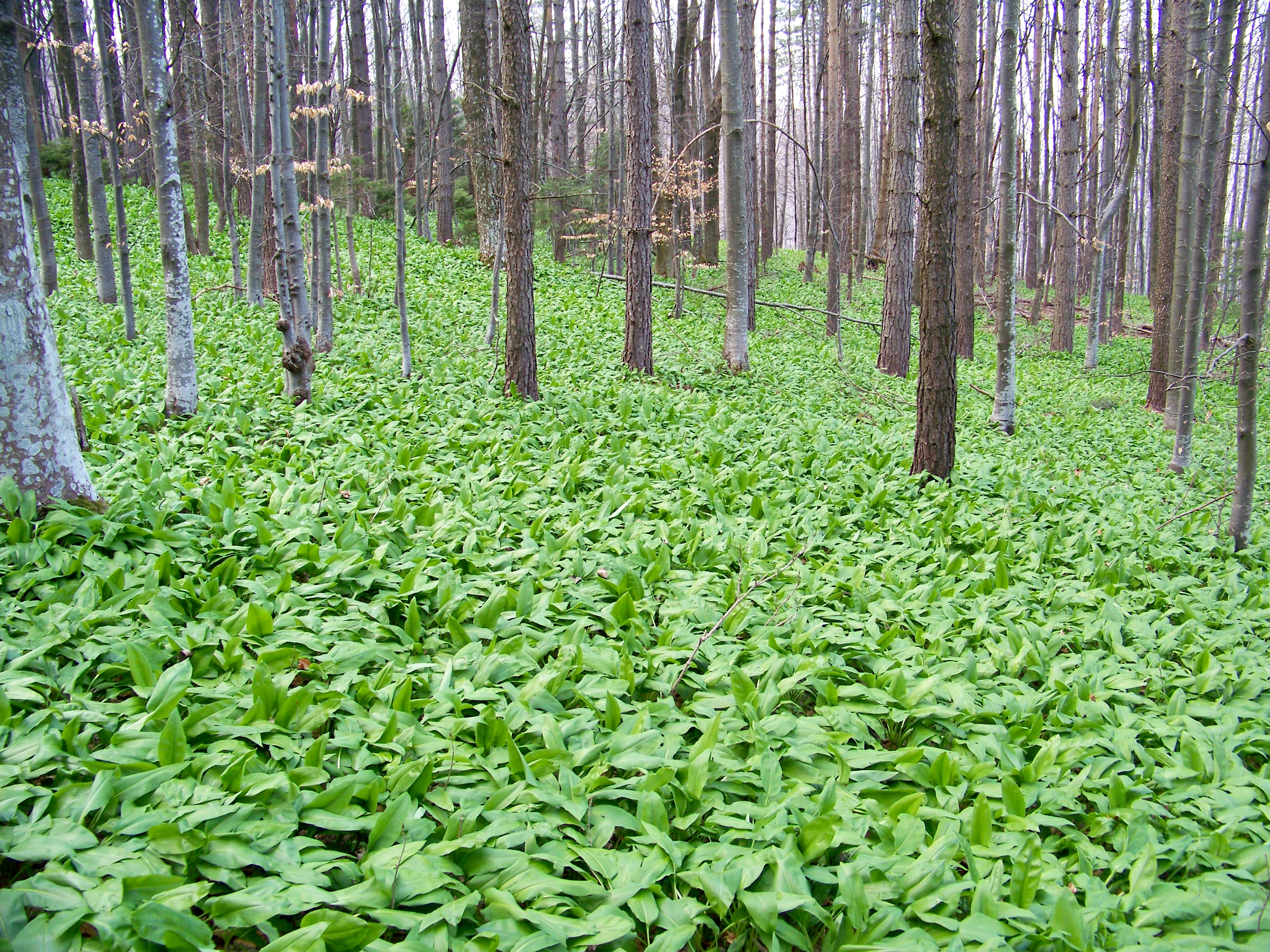
Sotabosc d'all de bruixa a la serralada dels Balcans.

Creix en boscos frondosos, com les fagedes, rouredes o vernedes, des de 400 fins a 1.500 metres d'altitud aproximadament.
Creix sobre terrenys humits i ombrívols on la temperatura mitjana és moderada i s'adapta millor a sòls rics en bases, és a dir, on el pH és de 5-8. És per això que és una planta indicadora d'alcalinitat i indicadora de la riquesa en nutrients, ja que principalment viu en sòls rics en nitrogen.
És present a l'oest, centre i est d'Europa, incloent Belarús i Ucraïna, països on és molt comú, es cull silvestre i es ven habitualment als mercats. Dins la península Ibèrica s'estén sobretot a la part nord: Pirineus, Serralada Cantàbrica, Sistema Ibèric i Central. A Catalunya és característic d'alguna zona dels Pirineus.

## Morfologia

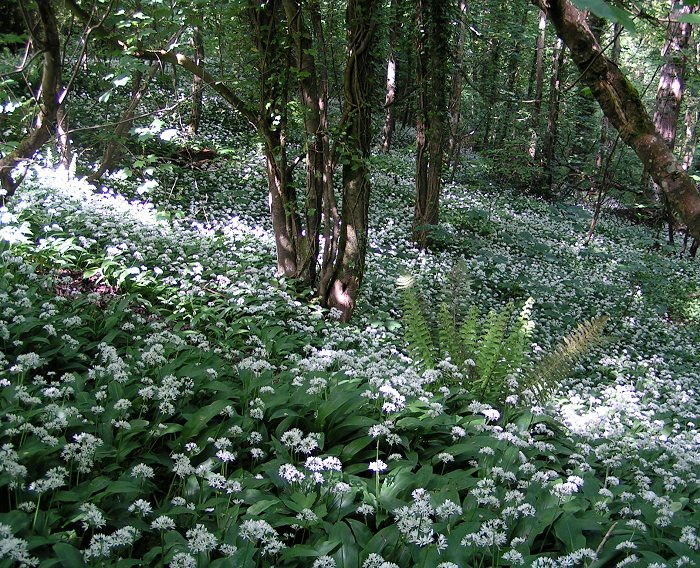
Sotabosc d'all de bruixa a Devon, Anglaterra.

Planta perenne escaposa amb bulbs oblongs, subcilíndrics i rizomatosos, de 4x1 cm., estrets, la túnica externa de la qual és membranosa i amb poques fibres paral·leles que només apareixen a la base. D'aquests bulbs surten les tiges amb 2-3 cantells. Generalment amb dos angles i semicilíndrics, de vegades triangulars. És una planta bianual, això vol dir que el seu cicle té una duració de dos anys, o sigui, que fins al segon any no fa la flor. El seu creixement oscil·la entre els 20 i 50 centímetres de llargària.
Fa unes arrels molt nombroses i curtes, la qual cosa fa que sigui una planta molt ben adaptada al cultiu en l'hort urbà. Per formar el bulb necessita temperatures suaus i una duració del dia llarga.
Les fulles són 2(3) i tenen una làmina de 6-20x15-80mm. La seva forma és el·líptica o ovalada. L'àpex és agut i la base es va fent ample a mesura que arriba al pecíol. Les fulles apareixen a partir de febrer/març, floreix d'abril fins a juny, i amb la flor acaba el període de collita. Les fulles de l'all de bruixa cobreixen durant la primavera tot el sòl del bosc, formant així, vastes colònies en els sotaboscs frescos o al llarg dels rierols.
Les flors, de color blanc pur, es reuneixen en inflorescències de tipus umbel·la laxa, més o menys hemisfèrica, protegides al principi per una espata de dos valves més curta que els pedicels i formada per dos bràctees. La seva olor s'assembla al de l'all comú (Allium sativum), però amb una aroma menys pronunciada, menys forta. La umbel·la té 2.5-6cm de diàmetre, amb 6-20 flors disposades laxament, amb pedicels de 10-15mm. El periant consta de sis segments blancs, lanceolats i aguts. L'androceu consta de sis estams de quasi 7 mm., són simples, amb les anteres estan adherides pel dors i són més curts que el periant. El gineceu consta d'un ovari súper trilocular, amb dos primordis seminals en cada lòcul, del qual neix un estil inserit en una depressió apical de l'ovari i, acabant aquest en un estigma simple. El fruit és una càpsula amb una o dues llavors en cada lòcul.
La planta comença el seu creixement de la meitat al final de l'hivern, floreix durant la primavera i es panseix completament a mitjans d'estiu. Això permet que altres plantes que comencen el seu creixement durant la primavera, creixin en el seu mateix espai.

## Farmacologia
L'all és l'hortalissa amb més propietats medicinals, car conté gran quantitat de compostos químics amb efectes beneficiosos per la salut.
- Essència
- Sulfòxids. Derivats de la alquilcisteïna com alliïnes (alilalliïna, propenilalliïna i metilalliïna) en el bulb intacte. En bulb triturat o partit, la alliïna s'hidrolitza por la aliïnasa per donar allicina, que es condensa a alloens', oligosulfòxids i vinil-ditiins.
- Sals minerals
- Aldehids inestables
- Sucre: fructosa i glucosa
- Vitamines: principalment B6, C, i en quantitats menors, àcid fòlic, pantotènic i niacina.
- Aminoàcids; àcid glutàmic, arginina, lisina, valina.

## Toxicitat
La toxicitat és escassa però en grans dosis podria provocar una irritació a l'estómac. A causa del seu elevat contingut en iode, no s'hauria de prendre en cas d'hipertiroïdisme.
L'olor o el gust fastigueja els herbívors en menjar-la.
Atenció : Abans de la floració, l'all de bruixa es pot confondre amb el muguet de maig o el còlquic de tardor, que són tots dos molt tòxics (eventualment mortals). La distinció es pot fer fàcilment gràcies a l'olor condimentada amb all, despresa per les fulles masegades.

## Usos medicinals
S'utilitza el bulb que es pot menjar fresc i, fins i tot, és efectiu si s'ingereix en els menjars, però la manera més efectiva de consumir-lo com a medecina és en la forma de tintura. Per a preparar-la, s'agafa un grapat d'alls pelats, es tallen per la meitat i s'introdueixen en una ampolla d'un litre d'alcohol de noranta graus, es deixen macerar entre 15 i 30 dies. Cada matí s'ha de batre suaument el recipient perquè la substància de l'all impregni el líquid. Un cop preparat es pot consumir de diverses maneres i per a guarir múltiples malalties.
Tot i que té les mateixes propietats que l'all cultivat, Allium sativum, els seus efectes són més dèbils i no existeixen coneixements assegurats. Així i tot se sap que és beneficiós per reduir la pressió sanguínia i els nivells de colesterol i fa de bon antibiòtic vegetal.
Principalment, s'utilitza per a aquests beneficis: 
- Antihelmíntic: L'all ajuda a eliminar els helmints de l'estómac, el que és molt habitual en els nens petits.
- Antiasmàtic
- Anticolesterolèmic
- Antiespasmòdic
- Astringent
- Col·legoc
- Depuratiu
- Diürètic: Afavoreix l'eliminació de líquids corporals i és molt adequat en casos de reumatisme i edemes.
- Tònic
- Vasodilatador; L'efecte vasodilatador es produeix per una reducció dels nivells plasmàtics d'agents vasopressors, com prostaglandines i angiotensina II, i per una activació d'un òxid nítric sintasa calciodependent, produint-se òxid nítric.
- Antihipertensiu; Els efectes antihipertensius de l'all són deguts a l'efecte vasodilatador.
- Desinfectant general casolà

Cal notar el seu alt contingut en vitamina C, motiu pel qual ha estat utilitzat durant anys com a component de la dieta.
S'ha de destacar també que els romans el coneixien com "Herba salutaris", la qual cosa significa que la feien servir com a planta medicinal i l'apreciaven com a mitjà depuratiu d'estómac i de sang.

## Gastronomia

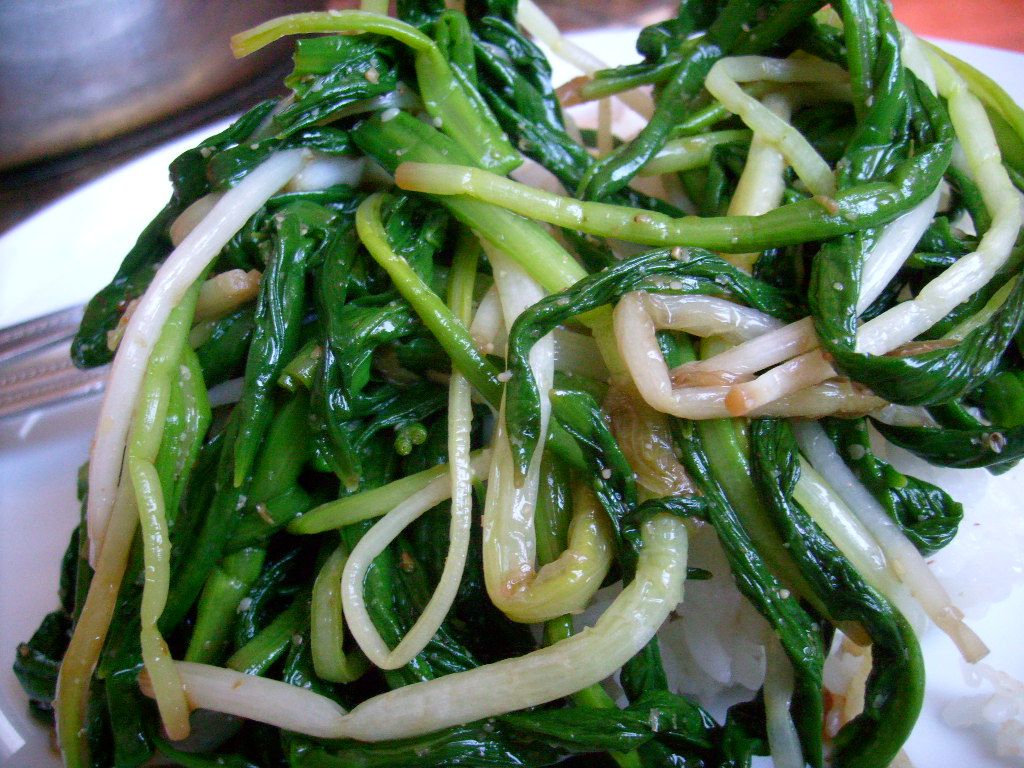
Amanida d'alls de bruixa frescos

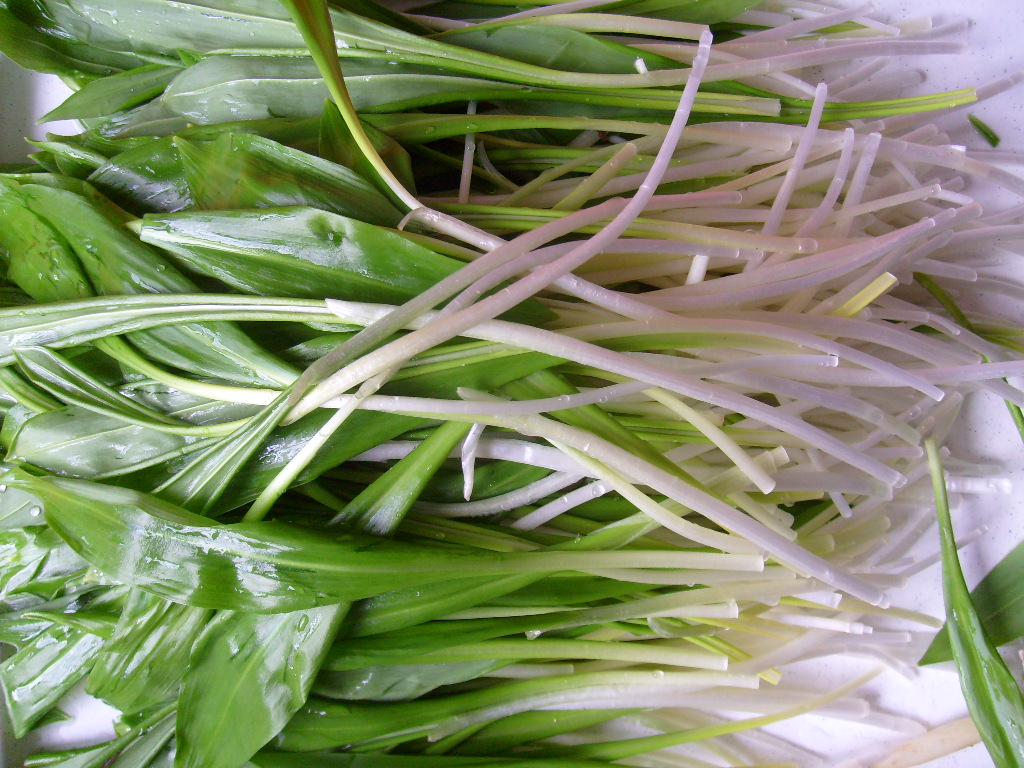
Les fulles collides i rentades.

L'ús principal de l'all de bruixa és com a condiment en diversos tipus de plats o salses. Sembla que és convenient xafar-lo i coure'l lleugerament per aprofitar al màxim les seves propietats. També es consumeix en forma d'all tendre.
Les fulles tendres es fan servir per aromatitzar les amanides, les sopes, els guisats i a vegades s'han fet servir com la fulla d'espinacs. També són molt bones crues o cuinades, tenen un característic sabor d'all, tot i que és més suau que el gra d'all. Les fulles de l'all de bruixa s'haurien de recol·lectar abans del florir, ja que poden prendre un gust amarg, perdent valor culinari.
Les flors les fem servir igual que les fulles, tot i que cal destacar el seu sabor més fort, i són un complement molt enriquidor dels plats. Cal destacar, també, el seu ús decoratiu.
El bulb es pot menjar cru o cuinat. Té un marcat gust d'all tot i les seves petites dimensions.